# Sperrstelle Vorbourg-Soyhières

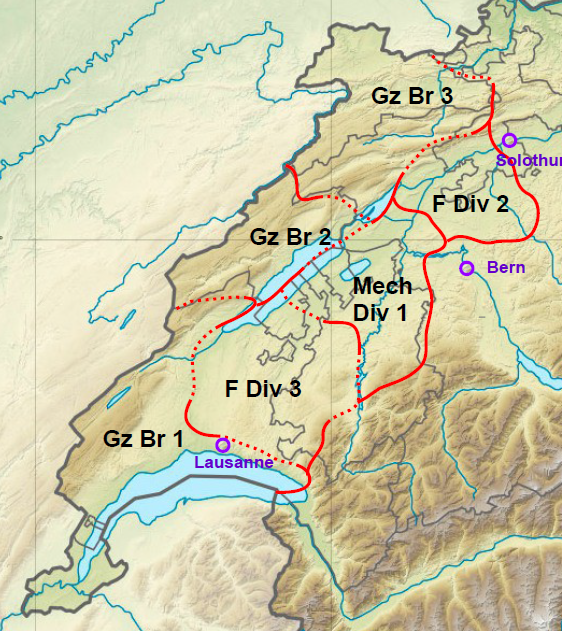
Sektor der Grenzbrigade Gz Br 3 (1992)

Die Sperrstelle Vorbourg-Soyhières war eine Verteidigungsstellung der Schweizer Armee. Sie befindet sich in der Vorbourg-Schlucht bei Soyhières auf dem Gemeindegebiet von Delsberg und Courroux im  Kanton Jura auf 412 m ü. M. Sie wurde während des Zweiten Weltkriegs unter der Grenzbrigade 3 gebaut und gilt als militärisches Denkmal von nationaler Bedeutung.

## Grenzschutz
Von 1936 bis 1939 wurden die Befestigungen an der Schweizer Grenze von Freiwilligenkompanien für jeweils ein Jahr bewacht. Ab März 1939 bauten die Grenzschutztruppen in ihrem Sektor Panzersperren und am 29. August gleichen Jahres traten sie in den Aktivdienst ein. Die Truppen begannen sofort mit dem Bau der Grenzbefestigungen.
Die erste Verteidigungslinie der Grenzbrigade 3 befand sich mit zwei kleinen Artilleriewerken auf dem Massiv von Les Rangiers, im rechten Teil des Sektors
schloss sie die Lucelle als natürliches Panzerhindernis ein. In der Tiefe des Sektors wurden die Schluchten, die von Strassen durchquert wurden, mit Sperrstellen versehen.
Die strategischen Höhen über den Engnissen der Birs-Schlucht waren bereits in der späten Bronzezeit (Roc de Courroux) und im 12. (Burg Vorbourg/Béridier) und 13. Jahrhundert (Schloss Soyhières) befestigt worden.

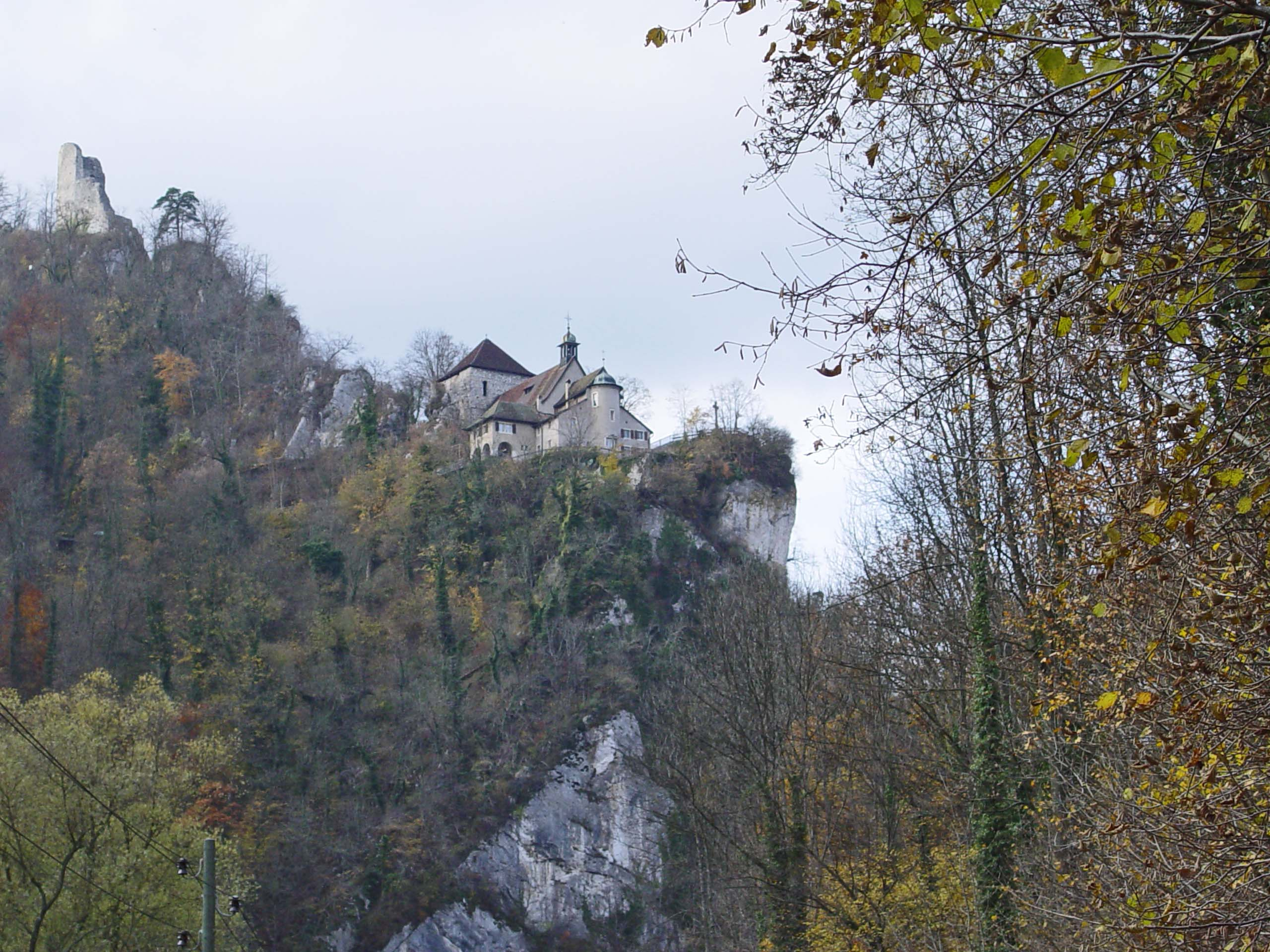
Burg Vorbourg
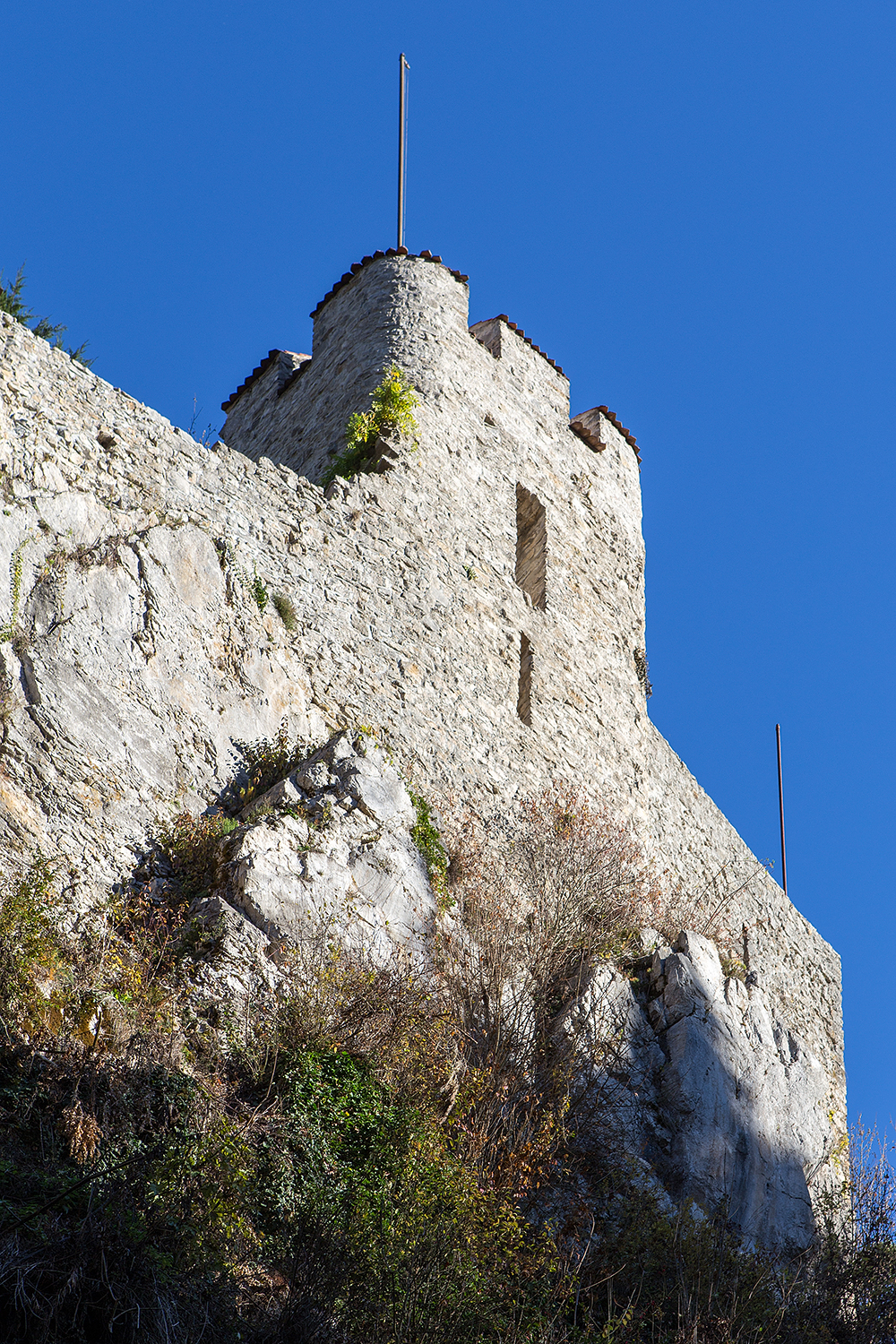
Burg Soyhières

Die Sperrstellen des Zweiten Weltkriegs in der Region von Soyhières - Hasenburg umfasste rund dreissig Objekte, welche in den Engpässen im Süden und im Norden von Soyhières, in Combe - Le Bambois, in Réselle de Soyhières und im Engpass von Hasenburg platziert wurden. Ein Teil der Werke wurde 1936 durch das Büro für Befestigungsbauten geplant und durch ortsansässige Unternehmen gebaut. Die erste Strassenbarrikade wurde 1937 errichtet und 1940 war der erste Bunker fertig. Später wurde die Sperrstelle durch die Grenzbrigade 3 mit eigenen Bauten verstärkt.
Die Panzersperre in der Birs bei Soyhières wurde mit einem System von gespannten Kabeln zwischen den zwei Flussufern versehen, womit Panzersperrelemente aus Beton (Tetrapoden) im Flussbett zu verankert werden konnte. So wäre auch das gefrorene oder ausgetrocknete Flussbett der Birs für feindliche Panzer unpassierbar gewesen.
Mit der Armee 61 wurde das Verteidigungsdispositiv der Grenzbrigaden durch Kugelbunker, Atomschutzunterstände und Zwillingsminenwerfer ergänzt.

## Sperrstelle Vorbourg-Soyhières
- Infanteriebunker A 1400 Hasenburg		⊙
- Infanteriebunker A 1401 Hasenburg		⊙
- Infanteriebunker Soyhiéres A 1402 Nordost		⊙
- Unterstand A 1403		⊙
- Infanteriebunker Soyhiéres A 1404 Nord		⊙
- Unterstand A 1405		⊙
- Infanteriewerk Vorbourg Ost A 1406 mit 24 mm Panzerbunkerkanone (Pz Bk) 38, zwei Maschinengewehren Mg (später Bk ersetzt durch 4,7 cm Bunkerpanzerabwehrkanone B Pak 41, 9 cm Panzerabwehrkanone Pak 50) ⊙
- Infanteriewerk Vorbourg West A 1407 mit 24mm Pz Bk 38, Mg (Bk ersetzt durch 4,7 cm B Pak 41, 9 cm Pak 50) ⊙
- Infanteriewerk Béridier Ost A 1408 mit Mg⊙
- Infanteriebunker Béridier West A 1409 mit Infanteriekanone (Ik), Mg⊙
- Infanteriewerk Vorbourg Südwest A 1410 mit 24mm Pz Bk 38⊙
- Unterstand Vorbourg Béridier A 1411⊙
- Unterstand Vorbourg Südost A 1412
- Panzersperre 1 Nord/Bachsperre in der Birs⊙
- Panzersperre 2 Süd/Bachsperre in der Birs⊙
- Sprengobjekt

## Sperrstelle Bourrignon Les Rangiers
Die Sperrstelle Bourrignon und Les Rangiers umfasst rund 30 Objekte von der Strassenkreuzung Les Rangiers bis Bourrignon und dem Plateau von Plainbois. Les Rangiers ist die erste befestigte Verteidigungslinie gegen Frankreich, sie war bereits im Ersten Weltkrieg gut befestigt. Die Sperrstelle wurde ab 1939 vom Büro für Befestigungsbauten erstellt.

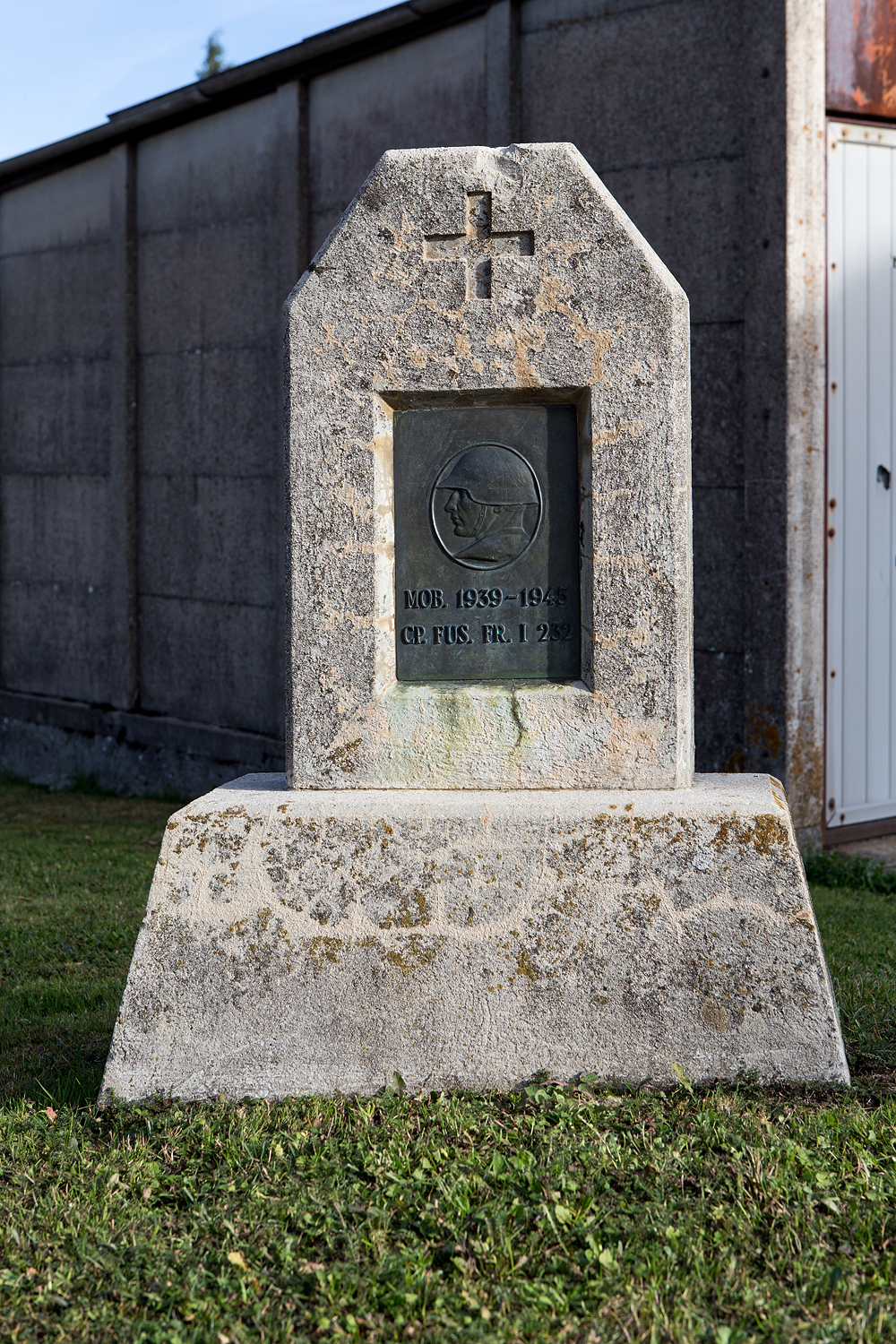
Gedenkstein in Bourrignon

- Infanteriebunker La Réselle Ouest A 1413 ⊙
- Infanteriebunker La Combe Nord A 1414 ⊙
- Infanteriebunker La Combe Süd A 1415		⊙
- Infanteriebunker Movelier Seite A 1418
- Infanteriebunker Mettembert A 1419
- Infanteriebunker Mettembert A 1420
- Infanteriebunker Le Toré-Nord A 1421 Pleigne 	⊙
- Infanteriebunker Le Toré-Sud A 1422 Pleigne	⊙
- Infanteriebunker Essert-Prenant A 1423 Pleigne ⊙
- Infanteriebunker Sur la Croix-Est A 1424 Pleigne 	⊙
- Infanteriebunker Sur la Croix-Ouest A 1425 Pleigne ⊙
- Infanteriebunker Bourrignon Ost A 1426
- Infanteriebunker Bourrignon A 1427
- Infanteriebunker Bourrignon A 1428 ⊙
- Infanteriebunker Bourrignon A 1429
- Infanteriebunker Bourrignon A 1430
- Infanteriebunker Bourrignon A 1431
- Infanteriebunker Burrignon Hof A 1432
- Infanteriebunker Develier-Le Sommet 1 A 1434	⊙
- Infanteriebunker Develier-Le Sommet 2 A 1435	⊙
- Infanteriebunker Fer à Cheva	⊙
- GPH Barrikade Rogne Maison Ost		⊙
- Felswerk Tiergarten, Vermes A 1442 ⊙
- Sperre Tiergarten	⊙
- Infanteriebunker Choindez Nord A 1443		⊙
- Infanteriebunker Choindez Süd A 1444		⊙
- Infanteriebunker Vellerat 1 A 1445 ⊙

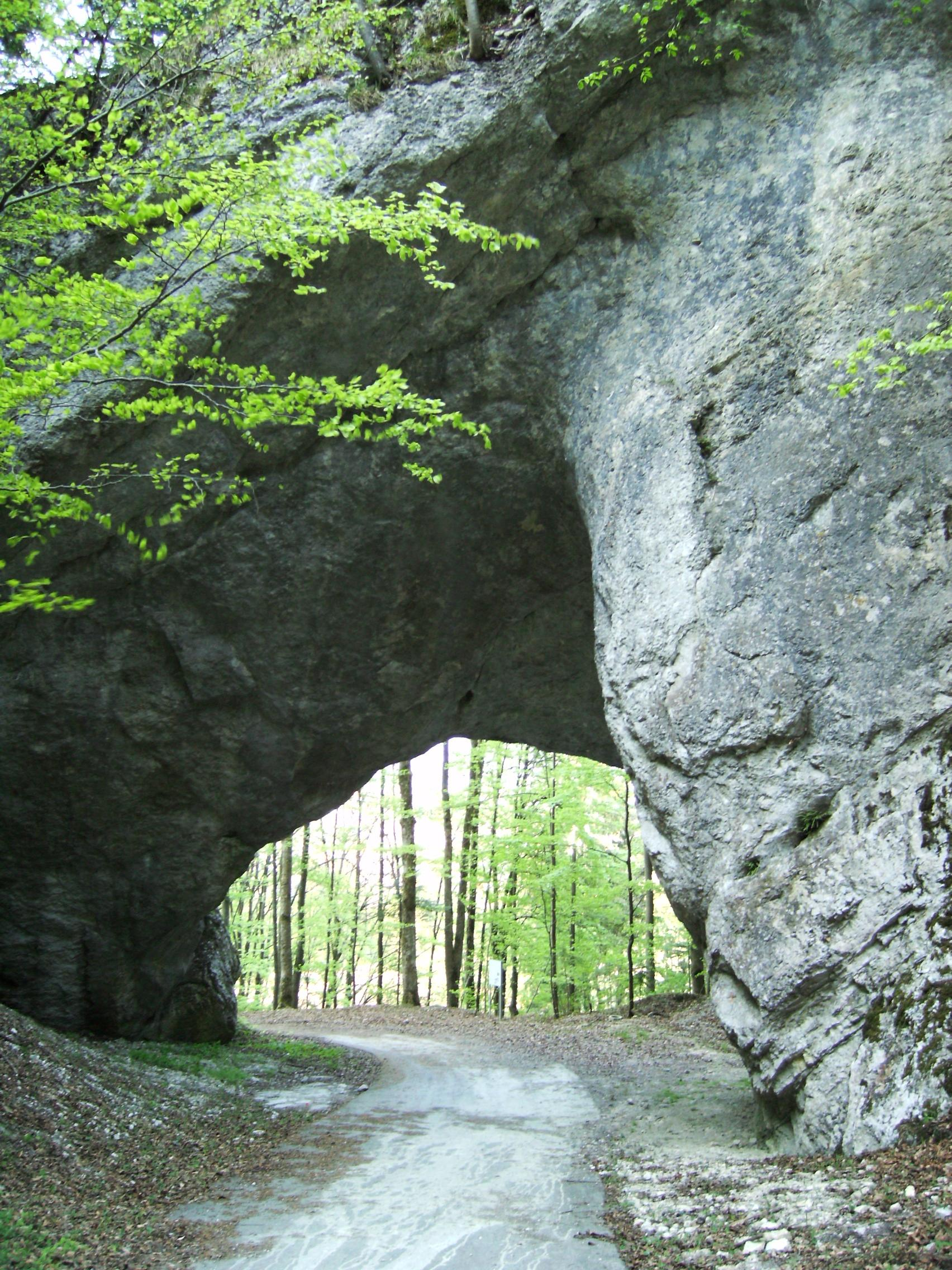
Sperre Col du Pierre Pertuis, Römerstrasse

- Infanteriebunker Pont de Penne A 1446 ⊙
- Infanteriewerk Bel Oiseau 1 A 1461 St. Ursanne ⊙
- Infanteriewerk Bel Oiseau 2 A 1462 St. Ursanne ⊙
- Infanteriewerk Gare 1 A 1466 St. Ursanne	⊙
- Infanteriewerk Gare 2 A 1467 St. Ursanne	⊙
- Infanteriewerk La Paquoille A 1468 St. Ursanne ⊙
- Mg-Stellung A xxxx St. Ursanne ⊙
- Infanteriewerk Chételat A xxxx, Asuel	⊙
- Infanteriewerk Les Forges A  1477, Undervelier ⊙
- Infanteriebunker Les Forges A 1479 ⊙
- Infanteriebunker Les Forges A 1480 ⊙
- Barrikade Strasse + Nomadenhaus Les Forges ⊙
- Sprengobjekt (bei Brücke) Les Forges	⊙
- Barrikade Bahn Tombe Tabeillon, Glovelier ⊙
- Barrikade Strasse Tombe Tabeillon, Glovelier ⊙
- GPH Col des Rangiers ⊙
- GPH Col du Pierre Pertuis, Strasse T xxxx	⊙
- Sperre Col du Pierre Pertuis, Felstunnel T xxxx ⊙
- Sprengobjekt Col du Pierre Pertuis, Strasse M xxxx ⊙
- Infanteriebunker Les Grangettes JU A xxxx ⊙
- GPH Les Grangettes JU	⊙
- Infanteriebunker Mervelier A 3654 ⊙
- Strassenbarrikade Mervelier ⊙

## Artilleriewerk Plainbois
Das Artilleriewerk Plainbois (Armeebezeichnung A 1433) ist das einzige Kasematten-Artilleriewerk im Kanton Jura und wurde ab 1939 Büro für Befestigungsbauten erstellt. Es befindet sich westlich oberhalb von Bourrignon an einem steilen, bewaldeten Abhang auf rund 850 m ü. M. Das Artilleriewerk Plainbois war mit 4 Geschützständen für Feldkanonen 7,5 cm 03/22 L30 auf Hebellafetten, mit Schussrichtung osten ausgerüstet. Weiter waren im Werk Munitionsmagazin, Mannschaftsunterkunft und Küche untergebracht.
- Artilleriewerk Plainbois A 1433 ⊙

## Museum, Besichtigungen
Die 1997 gegründete Association Patrimoine Militaire Secteur Brigade Frontière 3 (APMBF 3) organisiert Führungen in drei Festungen aus dem Zweiten Weltkrieg im Kanton Jura: Infanteriewerk Chételat, Festung Les Forges und Festungen der Klus von Soyhieres. ⊙
 Sie unterhält auch den Schweizer Teil des Kilometer-0-Pfades aus dem Ersten Weltkrieg bei Le Largin Bonfol.